# Plutonium-242
Plutonium-242 is een van de isotopen van plutonium, de op één na langstlevende, met een halfwaardetijd van 375.000 jaar. De halfwaardetijd van plutonium-242 is ongeveer 15 keer die van plutonium-239; het is dus een vijftiende zo radioactief, en niet een van de grotere bijdragers aan radioactiviteit van nucleair afval.
227Pu · 228Pu · 229Pu · 230Pu · 231Pu · 232Pu · 233Pu · 234Pu · 235Pu · 236Pu · 237Pu · 237m1Pu · 237m2Pu · 238Pu · 239Pu · 239m1Pu · 239m2Pu · 240Pu · 241Pu · 241m1Pu · 241m2Pu · 242Pu · 243Pu · 243mPu · 244Pu · 245Pu · 246Pu · 247Pu